# Петровский, Константин Максимович
Константи́н Макси́мович Петро́вский (20 января 1892, с. Глубокое, ныне Витебская область, Беларусь — 9 июня 1965, Москва) — первый помощник капитана по политической части лесовоза «Старый большевик» Мурманского морского пароходства, Герой Советского Союза.

## Биография
Родился 20 января 1892 года. Русский. С 1903 года жил в Санкт-Петербурге. После окончания гимназии в 1907 году работал слесарем на заводе, на телефонной станции, на Балтийском заводе.
С 1914 года на службе в русской армии на Балтийском флоте в Кронштадте.
После Октябрьской революции перешёл на сторону большевиков и до 1923 года продолжал службу на Балтийском флоте.
После окончания службы в 1924 году окончил Владивостокский морской техникум. Позже, в 1933 году, окончил 2 курса Ленинградского института коммунального хозяйства, а в 1938 году — Военно-политические курсы. До Великой Отечественной войны работал в системе Народного комиссариата морского флота на хозяйственных и партийных должностях.
Во время Великой Отечественной войны К. М. Петровский служил первым помощником капитана по политической части лесовоза «Старый большевик», переоборудованного под грузовой теплоход. Теплоход перевозил в составе союзного конвоя из Рейкьявика (Исландия) в Мурманск военную технику, боеприпасы, бензин и продовольствие. 28 мая 1942 года караван судов, в котором следовал теплоход, был атакован вражескими самолётами и подводными лодками.
Одна из бомб попала в теплоход и вызвала пожар на борту судна. Английское командование эскорта предложило экипажу покинуть теплоход, но ни один из моряков не оставил корабль. Конвой ушёл, оставив горящий лесовоз. В течение 8 часов К. М. Петровский вместе с экипажем боролся за живучесть судна. Экипаж спас свой теплоход от огня, устранил повреждения и доставил в Мурманск необходимые фронту военные грузы. В Кольском заливе теплоход был встречен салютом боевых кораблей.
Указом Президиума Верховного Совета СССР от 28 июня 1942 года за мужество и героизм, проявленные при выполнении служебного долга, Петровскому Константину Максимовичу присвоено звание Героя Советского Союза с вручением ордена Ленина и медали «Золотая Звезда» под номером 799.
С 1945 года капитан-лейтенант К. М. Петровский — в отставке. Жил в городе Темрюк Краснодарского края. Работал начальником Темрюкского рыбного порта, инспектором рыбнадзора. Скончался 9 июня 1965 года. Похоронен на Воинском кладбище в Темрюке.

## Память
- Надгробный памятник на городском мемориале в городе Темрюк Краснодарского края.